# Яковлев, Всеволод Фёдорович (военачальник)
Все́волод Фёдорович Я́ковлев (4 [16] апреля 1895, Окроево, Новгородская губерния — 2 апреля 1974, Москва) — советский военачальник, участник Первой мировой, гражданской, Советско-финской и Великой Отечественной войн, генерал-лейтенант (1940).

## Биография

### Ранние годы
Всеволод Фёдорович Яковлев родился 4 (16) апреля 1895 года, в деревне Окроево Новгородской губернии (ныне Волотовского района Новгородской области). Происходил из крестьянской семьи. В мае 1913 года окончил полный курс Свято-Троицкого высшего начального училища.

### В годы Первой мировой войны
Служил в Русской императорской армии с 1915 года. Окончил 2-ю Петергофскую школу прапорщиков (1916), штабс-капитан. Участник Первой мировой войны. С февраля 1916 года — младший офицер 1-го запасного пехотного полка. С мая 1916 года на фронте в должности командира взвода 145-го Новочеркасского пехотного полка 37-й стрелковой дивизии. С марта 1917 — командир роты 661-го Новоселицкого пехотного полка 166-й стрелковой дивизии на Юго-Западном фронте. В октябре 1917 года избран солдатами командиром этого полка. Демобилизован только в апреле 1918 года.

### В годы Гражданской войны
В Красной Армии с апреля 1918 года. Был назначен старшим инструктором Всеобуча в городе Старая Русса. Участник Гражданской войны в России. С мая 1919 года — начальник отряда особого назначения при штабе 9-й армии, с августа 1919 года — начальник полковой пулемётной команды 610-го стрелкового полка и начальник Тамбовского пулемётного района, с сентября 1919 — командир батальона, с октября 1919 года — помощник командира этого полка. С апреля 1920 года — командир 188-го стрелкового полка 21-й стрелковой дивизии. Воевал на Южном и Западном фронтах, участвовал в боях против поляков и в подавлении крестьянских восстаний в Сибири, советско-польской войны. За боевые отличия в боях в августе 1920 года у города Радимир под Варшавой был награждён орденом Красного Знамени.

### В межвоенное время
После войны продолжил военную службу. С июля 1922 года — помощник командира 86-го стрелкового полка 21-й стрелковой дивизии, с января 1923 года — командир (с января 1925 года командир-военком) 86-го стрелкового полка 21-й стрелковой дивизии. Окончил Стрелково-тактические курсы усовершенствования комсостава РККА «Выстрел» им. Коминтерна в 1928 году.
С января 1927 — командир-военком 24-го стрелкового полка 8-й Минской стрелковой дивизии. В 1930 году окончил курсы командиров-единоначальников при Военно-политической академии. С ноября 1931 по ноябрь 1932 года — командир-военком 37-й стрелковой дивизии в Белорусском военном округе. Затем опять направлен учиться. Окончил Военную академию РККА имени М. В. Фрунзе в 1934 году.
С февраля 1935 года — командир и военный комиссар 1-й Туркестанской (с 5 мая 1936 года — 83-й Туркестанской) горно-стрелковой дивизии Среднеазиатского военного округа. С июля 1937 года — командир 19-го стрелкового корпуса Ленинградского военного округа. С января 1938 года — заместитель командующего войсками Белорусского военного округа. В апреле 1938 года — заместитель командующего Особой Краснознамённой Дальневосточной армией.
С апреля 1938 года — командующий войсками Забайкальского военного округа. С октября 1939 года — командующий войсками Калининского военного округа.
Во время советско-финской войны 1939—1940 отправлен на театр военных действий и 30 ноября 1939 года назначен командующим 7-й армией. Однако армия, наступавшая на направлении главного удара, понесла большие потери при штурме предполья Линии Маннергейма. Уже 9 декабря был заменён на посту командующего К. А. Мерецковым, оставлен заместителем командующего этой армией. За заслуги в руководстве войсками награждён орденом Красного Знамени. После подписания перемирия вернулся в исполнению обязанностей командующего Калининским ВО. С июля 1940 — заместитель командующего, с января 1941 года — 1-й заместитель командующего войсками Киевского Особого военного округа.

### В годы Великой Отечественной войны
В первый день войны на базе Киевского Особого ВО был создан Юго-Западный фронт, и командующий округом генерал-полковник М. П. Кирпонос стал командующим фронтом. Но и КОВО продолжал работать, а генерал-лейтенант В. Ф. Яковлев был назначен его командующим. Округ спешно проводил мобилизацию на территориях, которые ещё не были захвачены противником, готовил оборонительные рубежи, эвакуировал военные учреждения. 1 августа Яковлев был освобождён от занимаемой должности и назначен начальником тыла Юго-Западного фронта.
В сентябре 1941 года, назначен заместителем начальника Генерального штаба — начальником Западного направления. Но и в Генеральном штабе проработал всего несколько дней.
26 сентября 1941 года назначен командующий 4-й армией. Армия подчинялась непосредственно Ставке Верховного Главнокомандования и оборонялась по рубежу реки Волхов. 16 октября немецкие войска начали наступление на Тихвин с целью двойного охвата блокированного Ленинграда. В ходе Тихвинской оборонительной операции Яковлев действовал неудачно, к тому же в армии практически не было резервов. 9 ноябре немецкие войска взяли Тихвин. В этот же день Яковлев был снят с поста командующего армией, на его место назначен К. А. Мерецков (как и два года назад). И вновь, как и два года назад, Мерецков попросил не убирать снятого Яковлева с фронта, а оставить его в армии. На следующий день, 10 ноября, Яковлев был назначен командующим Южной оперативной группой 4-й армии. Теперь он уже участвовал в Тихвинской стратегической наступательной операции.
С января 1942 года — командующий 52-й армией на Волховском и Ленинградском фронтах. Участвовал в Любанской наступательной операции и в операции по выводу из окружения 2-й ударной армии. Затем армия занимала оборону на восточном берегу Волхова в районе Новгорода, в начале 1943 года провела неудачную армейскую операцию по овладению Новгородом. 20 июля 1943 года освобождён от командования и направлен в резерв Главного управления кадров Наркомата обороны СССР.

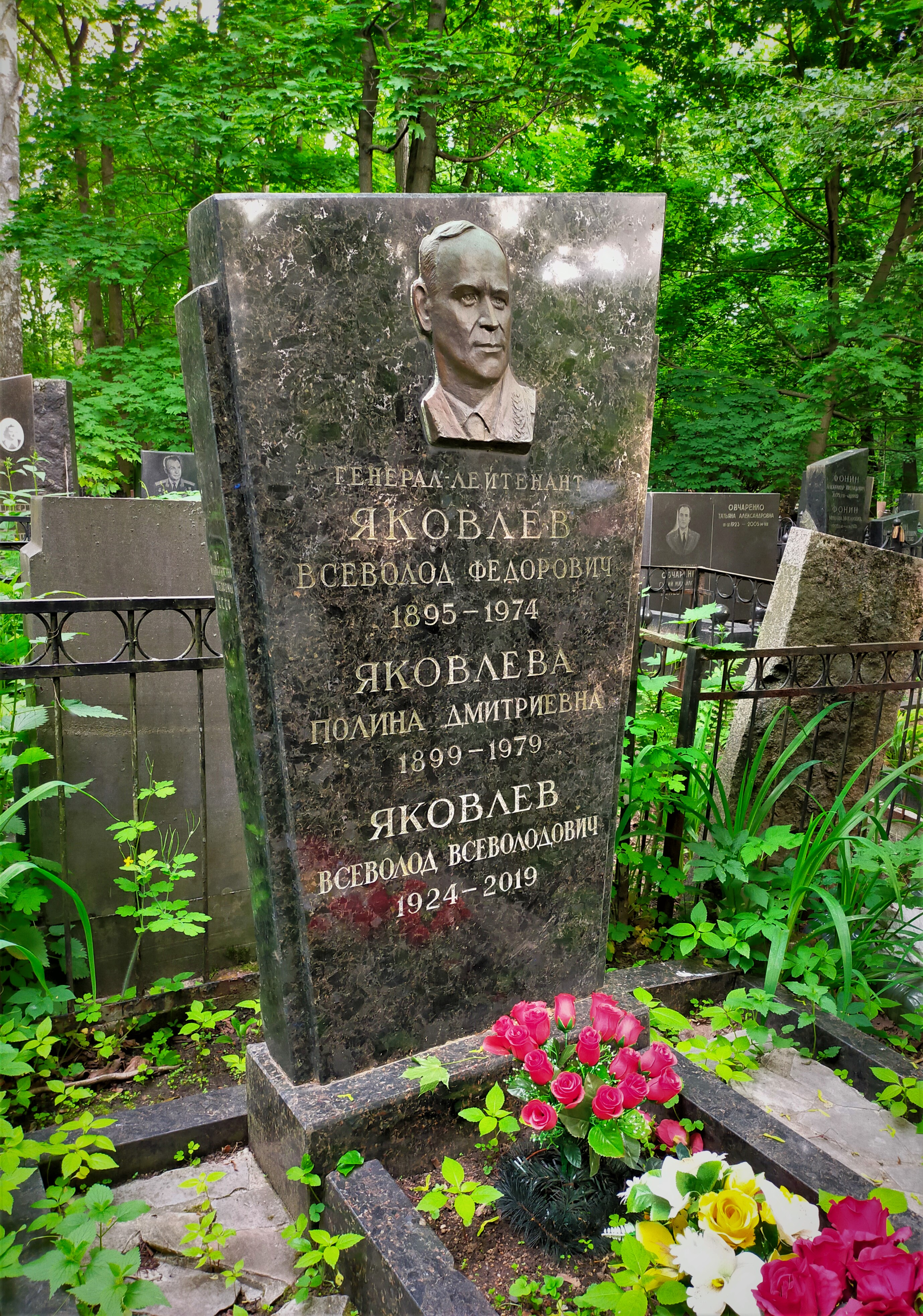
Могила В. Ф. Яковлева на

С августа 1943 года — помощник командующего войсками Степного фронта по формированиям. С октября 1943 по февраль 1945 года — командующий войсками Белорусского военного округа (с 1 января 1945 года Белорусско-Литовский военный округ). В состав округа первоначально входила Смоленская область и только что освобожденные самые восточные районы Белорусской ССР. По мере освобождения от гитлеровских оккупантов под его юрисдикцию переходили освобождённые территории бывшего Западного особого военного округа. Основными задачами округа были мобилизация населения в Красную Армию на освобождённых территориях и восстановительные работы. В феврале 1945 года снят с поста командующего округом за неспособность командовать и направлен в распоряжение Главного управления кадров Наркомата обороны СССР. На фронт В. Ф. Яковлев более не вернулся.

### В послевоенные годы
С января 1946 года — заместитель командующего войсками Ставропольского военного округа. С августа 1946 года — в распоряжении управления кадров Сухопутных войск. С февраля 1947 — в запасе.
Умер 2 апреля 1974 года. Похоронен на Введенском кладбище в Москве (29 уч.).

## Воинские звания
- юнкер (на 1.05.1915);
- унтер-офицер (на 1.01.1916);
- прапорщик (со старшинством 15.02.1916);
- подпоручик (на 1.06.1916);
- поручик (на 1.04.1917);
- штабс-капитан (на 1.02.1918)[7];
- комбриг (26.11.1935)[8];
- комдив (8.01.1938)[9];
- комкор (4.04.1938)[10];
- командарм 2-го ранга (8.02.1939)[11];
- генерал-лейтенант (4.06.1940)[12].

## Награды
- два ордена Ленина (22.02.1938[13], 21.02.1945[13]);
- четыре ордена Красного Знамени (8.01.1921[2], 31.12.1921[2][14][13], 21.03.1940[13][3], 1.11.1943[15], 3.11.1944[13]);
- медали СССР

Награды Российской империи
- Орден Святого Георгия IV степени[16]